# أحمد صادق الخمري
أحمد صادق الخمري (ولد في 28 كانون الأول / ديسمبر 1992) هو لاعب كرة قدم يمني يلعب في مركز الدفاع يلعب حاليا في نادي بيشمركة .

## كأس الخليج 2013
لعب أحمد صادق في كأس الخليج العربي 21 مع منتخب اليمن، حيث لعب ثلاث مباريات ضد الكويت والسعودية والعراق. ولكن اليمن خسر جميع مبارياته ما أدى إلى خروجه من البطولة.

## روابط خارجية
- أحمد صادق الخمري على موقع قاعدة بيانات كرة القدم.إي يو (الإنجليزية)
- أحمد صادق الخمري على موقع ناشيونال فوتبول تيمز (الإنجليزية)
- أحمد صادق الخمري على موقع Soccerway.com (الإنجليزية)